# Aetna (Alberta)
Aetna est un hameau du sud de l'Alberta, au Canada, situé dans le comté de Cardston, à 2 kilomètres à l'est de l'autoroute 2, à environ 70 kilomètres au sud-ouest de Lethbridge.
La colonisation de la région d'Aetna a commencé en 1888. Jusqu'en 1893, la région était connue sous le nom de Snake Creek. En 1893, la communauté a été nommée d'après le mont Etna par John W. Taylor, apôtre de l'Église de Jésus-Christ des Saints des Derniers Jours, qui a remarqué qu'une colline voisine ressemblait à la montagne sicilienne.

## Données Démographiques
Lors du Recensement de la population de 2021 mené par Statistique Canada, Aetna comptait une population de 109 habitants vivant dans 35 des 37 logements privés au total, ce qui représente une baisse de -3,5 % par rapport à sa population de 113 en 2016. Avec une superficie de 0,95 km2 (0,37 mi2), la densité de population était de 114,7 habitants par km2 (297,2 habitants par mi2) en 2021.
En tant que lieu désigné lors du Recensement de la population de 2016 mené par Statistique Canada, Aetna comptait une population de 113 habitants vivant dans 31 des 33 logements privés au total, ce qui représentait une augmentation de 50,7 % par rapport à sa population de 75 en 2011. Avec une superficie de 0,95 km2 (0,37 mi2), la densité de population était de 118,9 habitants par km2 (308,1 habitants par mi2) en 2016.